# Асселин, Ян
Ян (Жан) Асселин, Янус Асселейн (нидерл. Jan Asselijn; ок. 1610, Дьеп, Франция — 1 октября 1652, Амстердам) — голландский рисовальщик, живописец и гравёр, мастер офорта, пейзажист, анималист, баталист «Золотого века голландской живописи». «Малый голландец». Романист. Работал в Италии. Старший брат поэта и драматурга Томаса Асселина.

## Биография

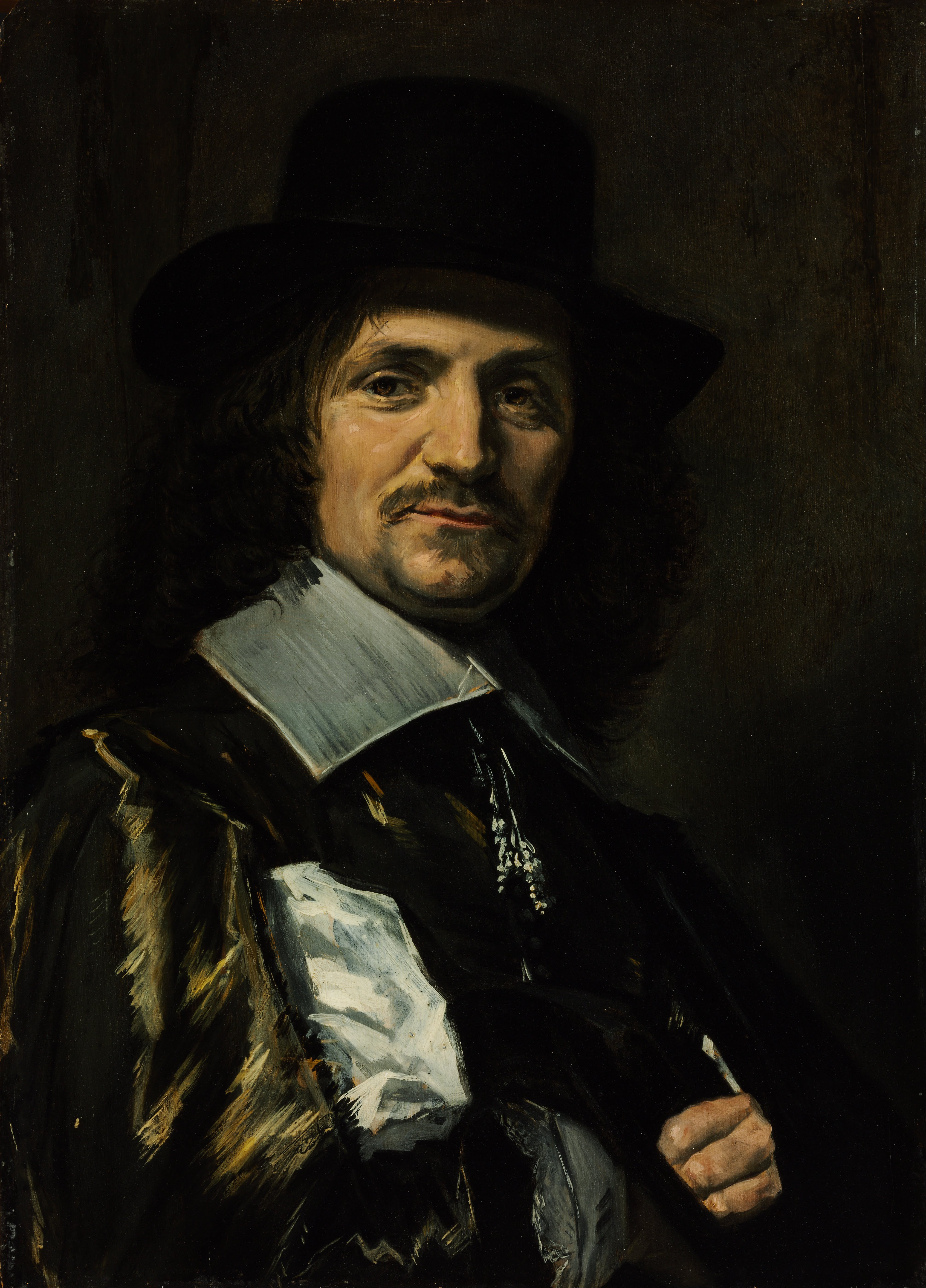
Ф. Халс. Портрет Я. Асселина. 1650. Холст, масло. Музей изобразительных искусств, Будапешт

Родился в Дьепе, на северо-западе Франции (Нормандия; в иных версиях упоминается Утрехт или Кёльн), в семье французского гугенота Жана Асселина. В 1621 году переселился с семьёй в Голландию, в Амстердам. Учился у Эсайаса ван де Велде и особенно отличился в пейзажной и анималистической живописи. Путешествовал, сначала по Франции, а затем по Италии, где пробыл почти десять лет.
В 1635—1644 годах Ян Асселин жил в Риме, где стал членом общества художников «Перелётные птицы», или «Бент» (нидерл. bent — клуб, собрание, нидерл. Bent vogels — перелётные птицы, или нидерл. Bentvueghels — «птицы пера») — сообщество, или «братство», иностранных художников, прибывавших в католический Рим из северных стран (главным образом из Нидерландов и Германии) с целью изучения сокровищ классического искусства и совершенствования своего мастерства. У Асселина была иссохшая правая рука с деформированными пальцами и маленький рост, из-за чего во Франции он получил прозвище «Маленький Жан Голландец» (petit Jean Hollandois), а в «Перелётных птицах», по правилам общества, ему дали новое имя (из-за искалеченных пальцев руки) «Краббетье» (Маленький краб).
Там же, в Риме, Асселин присоединился к группе художников под названием Бамбоччанти. С 1644 по 1646 год Ян Асселин снова жил во Франции, сначала в Лионе, где женился на Антуанетте Юварт (или Хоуварт) из Антверпена, затем, с 10 августа 1646 года, жил в Париже, где работал вместе с другими художниками, в том числе с Эсташем Лесюэром и Германом Ван Сваневельтом в оформлении интерьеров отеля «Ламбер» декоративными пейзажными панно и тремя «панелями» (ламбри) в «Галерее любви» (galerie de l’Amour). Эти работы теперь являются частью коллекции Лувра.
В апреле и июле 1647 года Ян Асселин снова упоминается в Амстердаме. По некоторым сведениям он дружил с Рембрандтом. 28 сентября 1652 года он написал завещание и через несколько дней умер. Похоронен 3 октября в Амстердаме.
В числе его учеников — Жак Куртуа, которому в 1640 году во Флоренции художник давал уроки батальной живописи, и Фредерик де Мушерон.

## Творчество
В начале своего творчества Асселин писал, главным образом, сцены с лошадьми, кавалерийских атак и сражений. Позднее перешёл к пейзажному и анималистическому жанру, изображая животных и птиц. А. Н. Бенуа отнёс художника к «итальянским голландцам». В работах Асселина ощутимо влияние Клода Лоррена, с которым он дружил в Риме. Живостью красок и золотистым колоритом его пейзажи напоминают стиль Яна Бота.
Картины Асселина ценили в Амстердаме, и некоторые из них находятся в музеях этого города. Двадцать четыре картины, написанные в Италии, были награвированы. Одна из его картин, «Лебедь перед угрозой», на которой изображён лебедь, агрессивно защищающий свое гнездо, стала символом голландского национального сопротивления, хотя неизвестно, намеревался ли Асселин сделать это именно так. Несколько надписей были добавлены поздними владельцами картины, в том числе «Голландия» на одном из яиц и «Враг государства» рядом с собакой, угрожающей гнезду. Картина датируется 1640-ми годами. Она считается самой известной работой Асселина и первым приобретением Рейксмюсеума в Амстердаме.
Рембрандт награвировал портрет Асселина, а Франс Халс в 1650 году написал его портрет, ныне он находится в Музее изобразительных искусств в Будапеште.

## Галерея

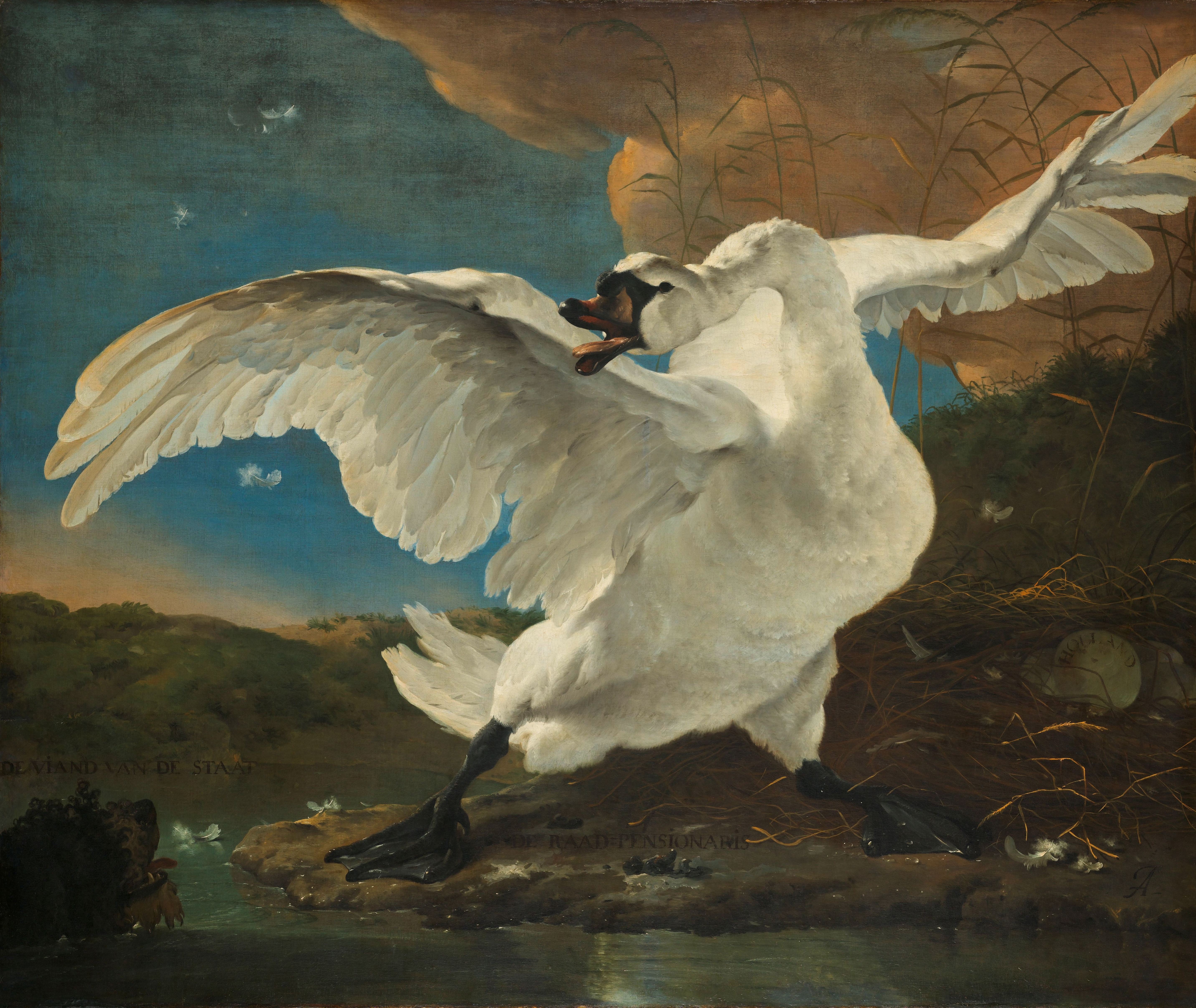
Лебедь перед угрозой. Ок. 1650. Холст, масло. Рейксмюсеум, Амстердам
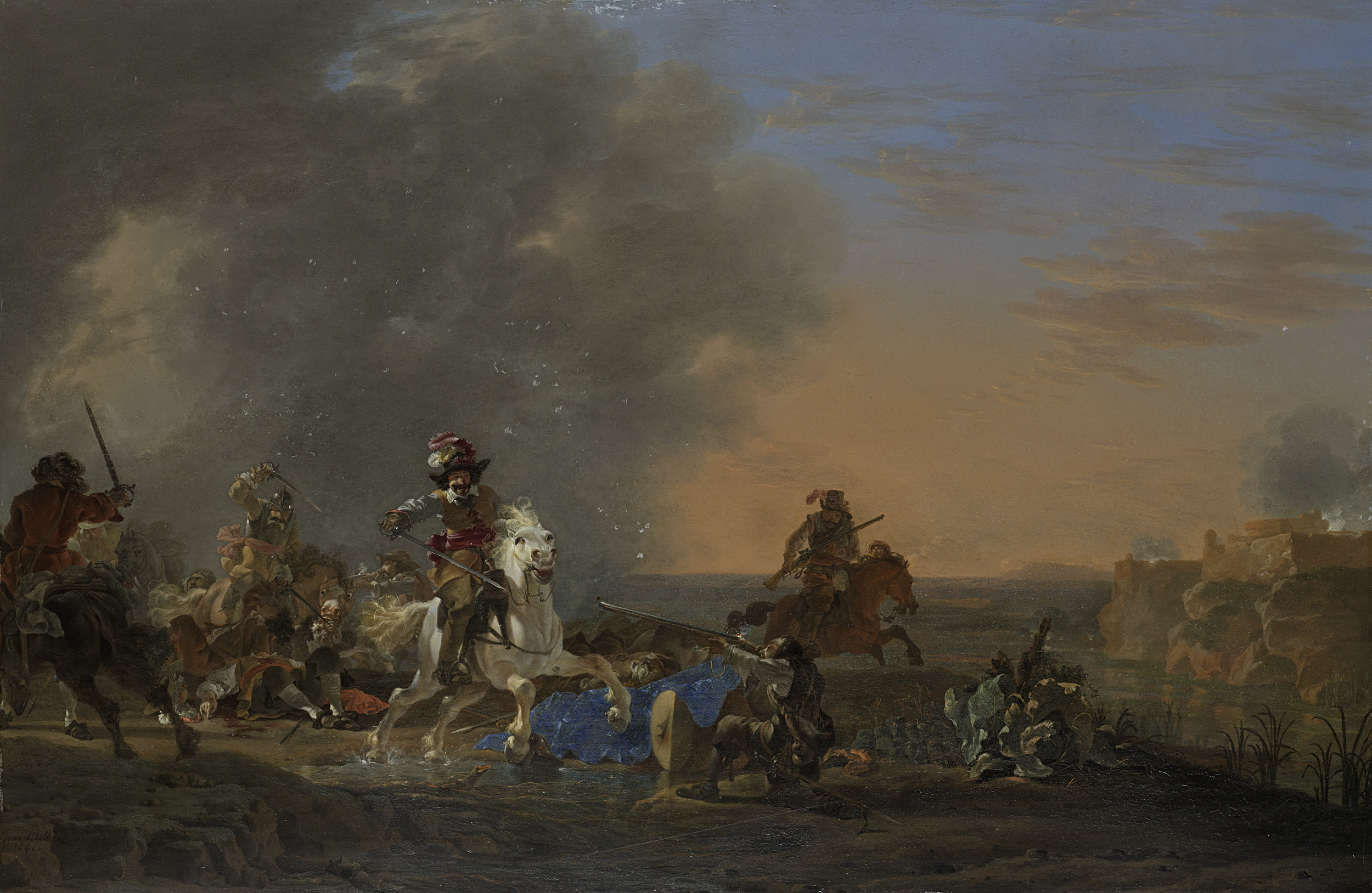
Кавалерийская атака на закате. 1646. Дерево, масло. Рейксмюсеум, Амстердам
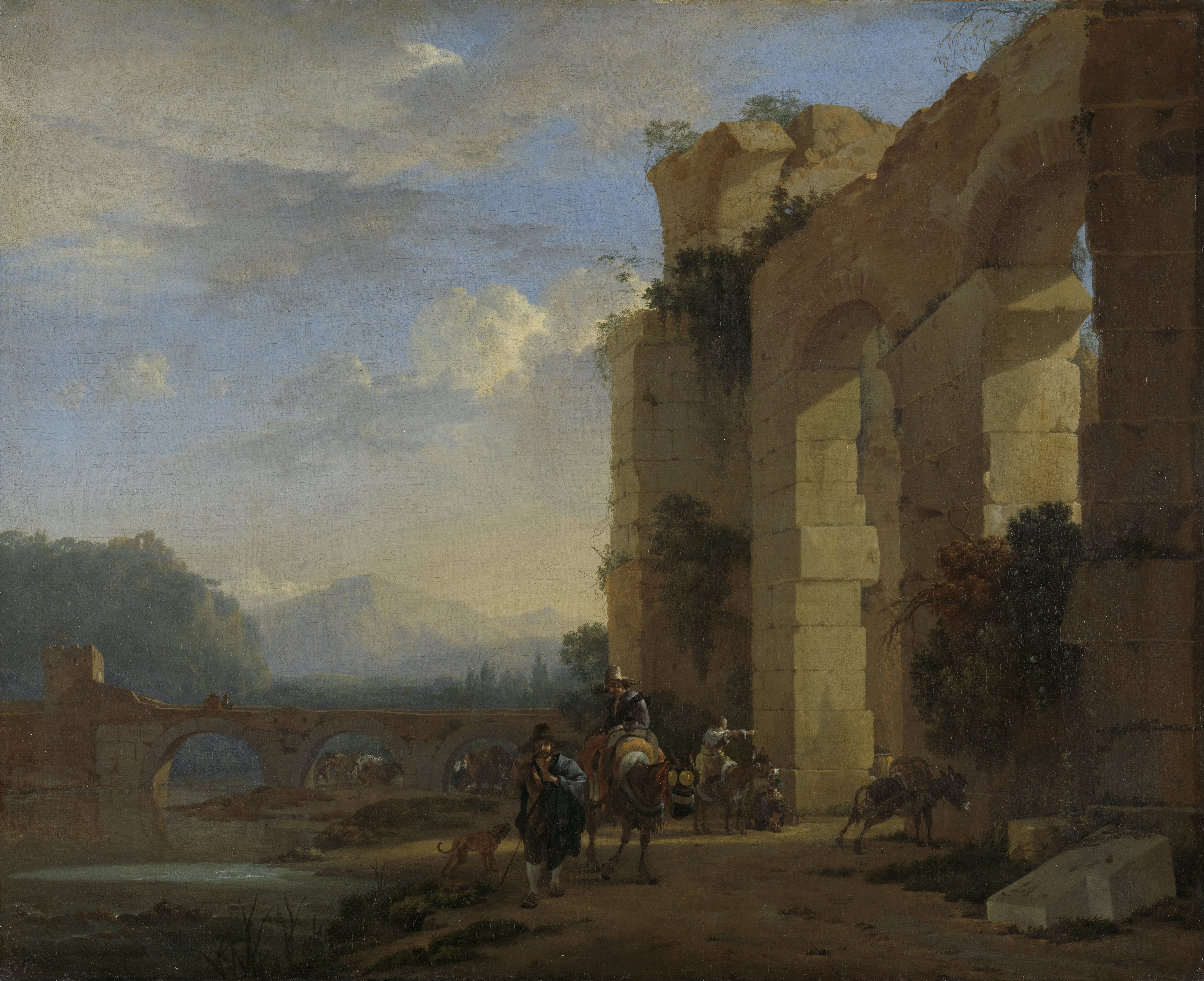
Итальянский пейзаж с руинами римского моста и акведука. Ок. 1650. Холст, масло. Рейксмюсеум, Амстердам
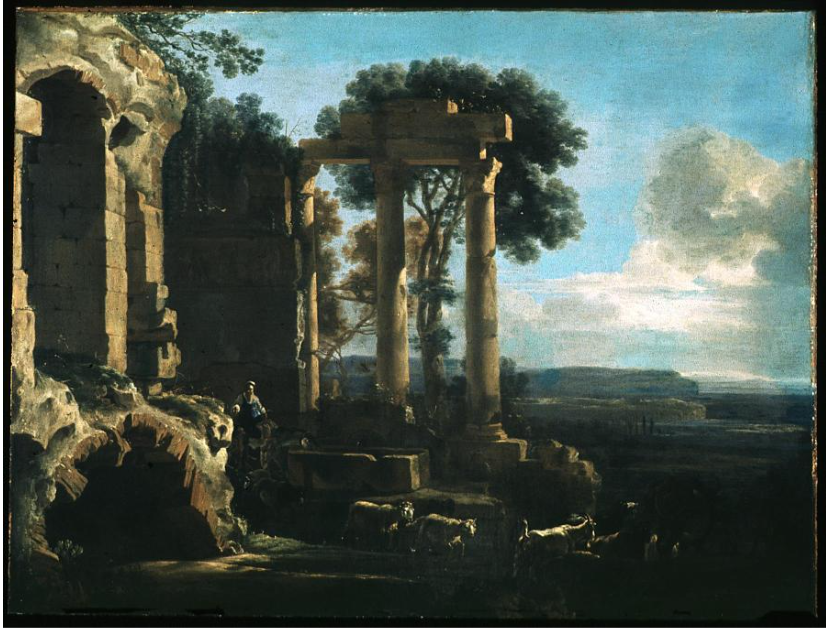
Пейзаж с античными руинами. Холст, масло. Художественная галерея Онтарио, Торонто, Канада
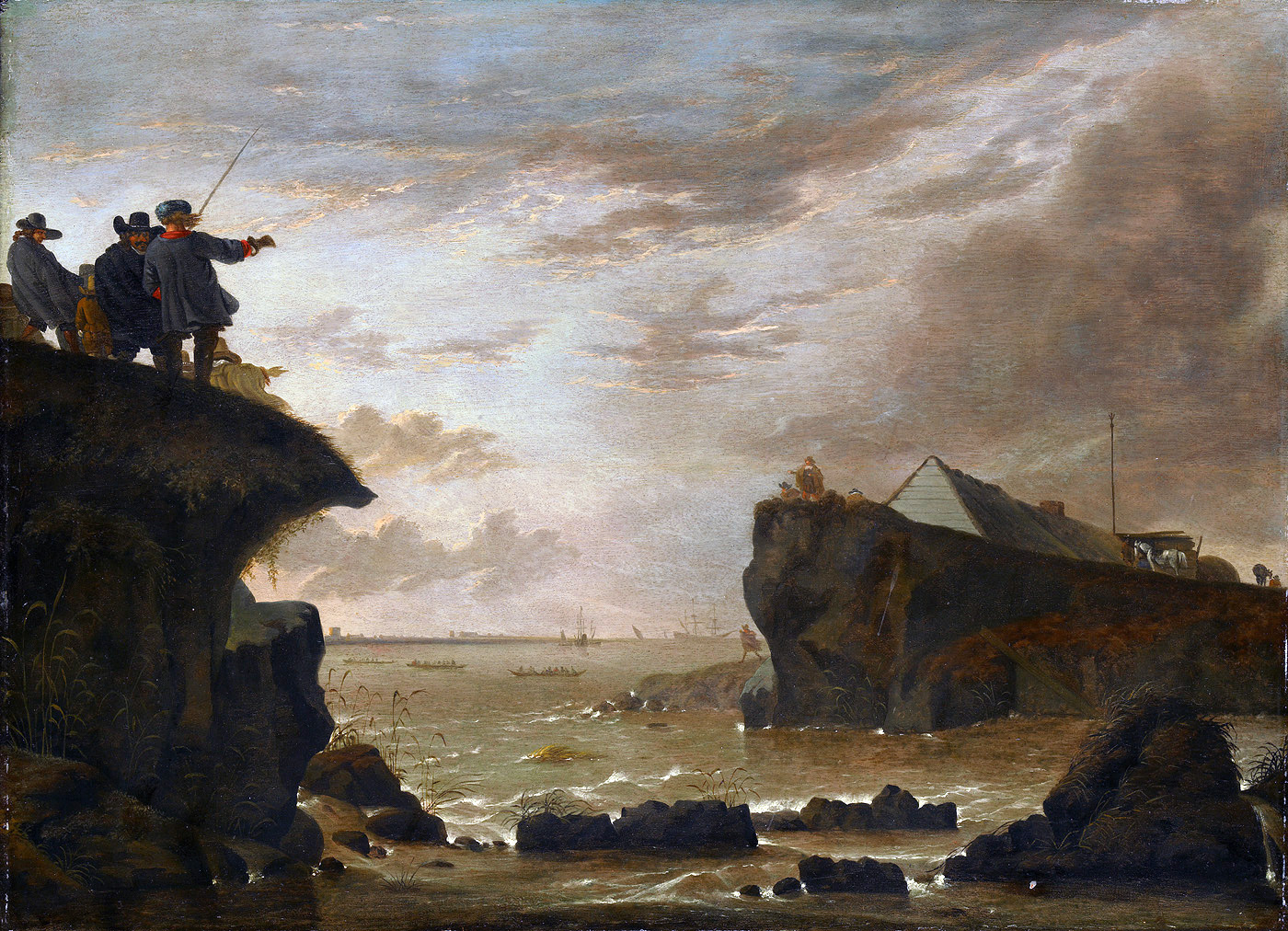
Разрушенная взрывом дамба в Сант-Энтони в ночь с 5 на 6 марта 1651. 1652. Дерево, масло. Исторический музей, Амстердам
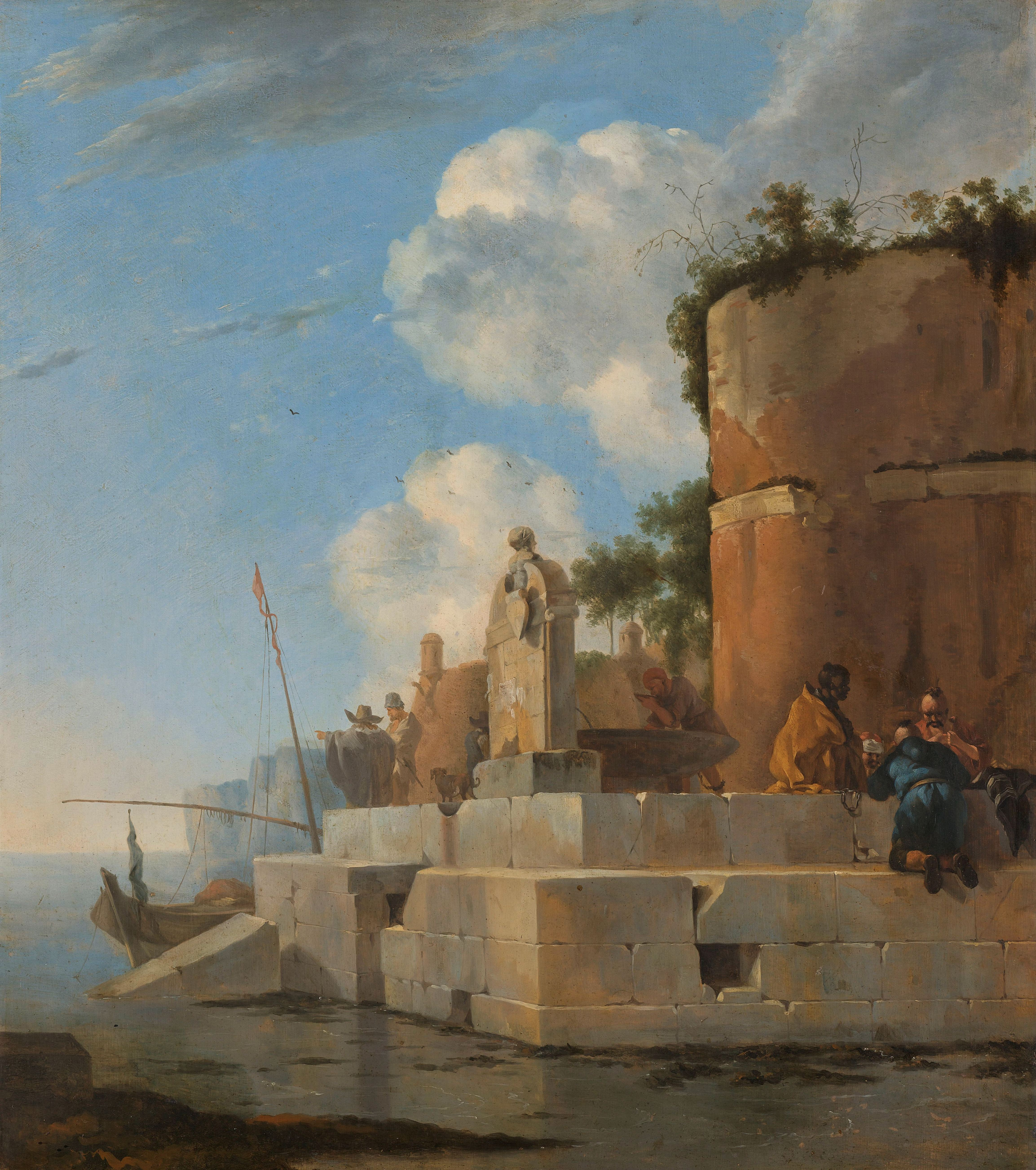
Руины на воде в Италии. Между 1640 и 1652. Дерево, масло. Рейксмюсеум, Амстердам
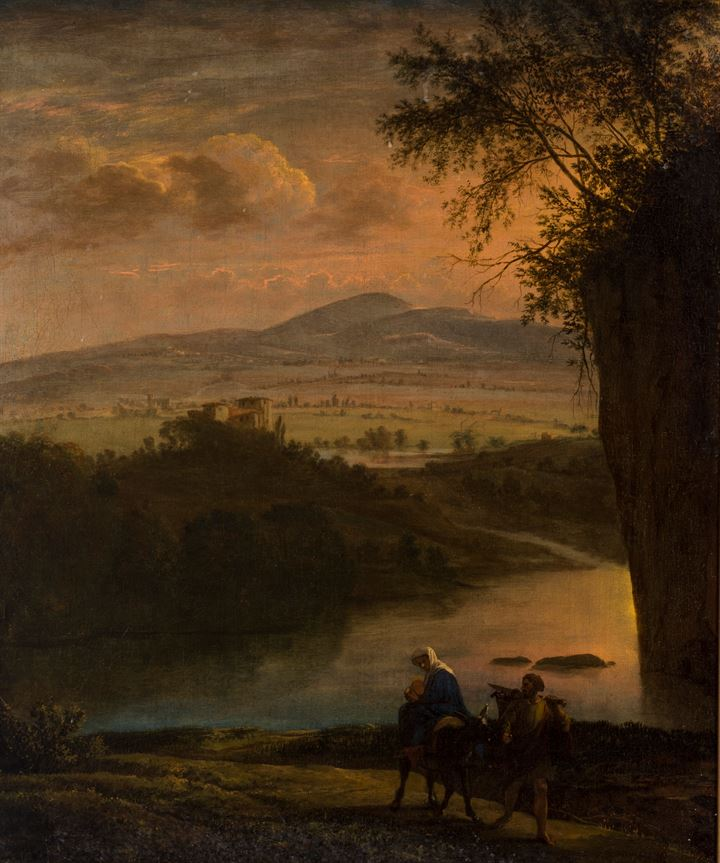
Бегство в Египет. 1640
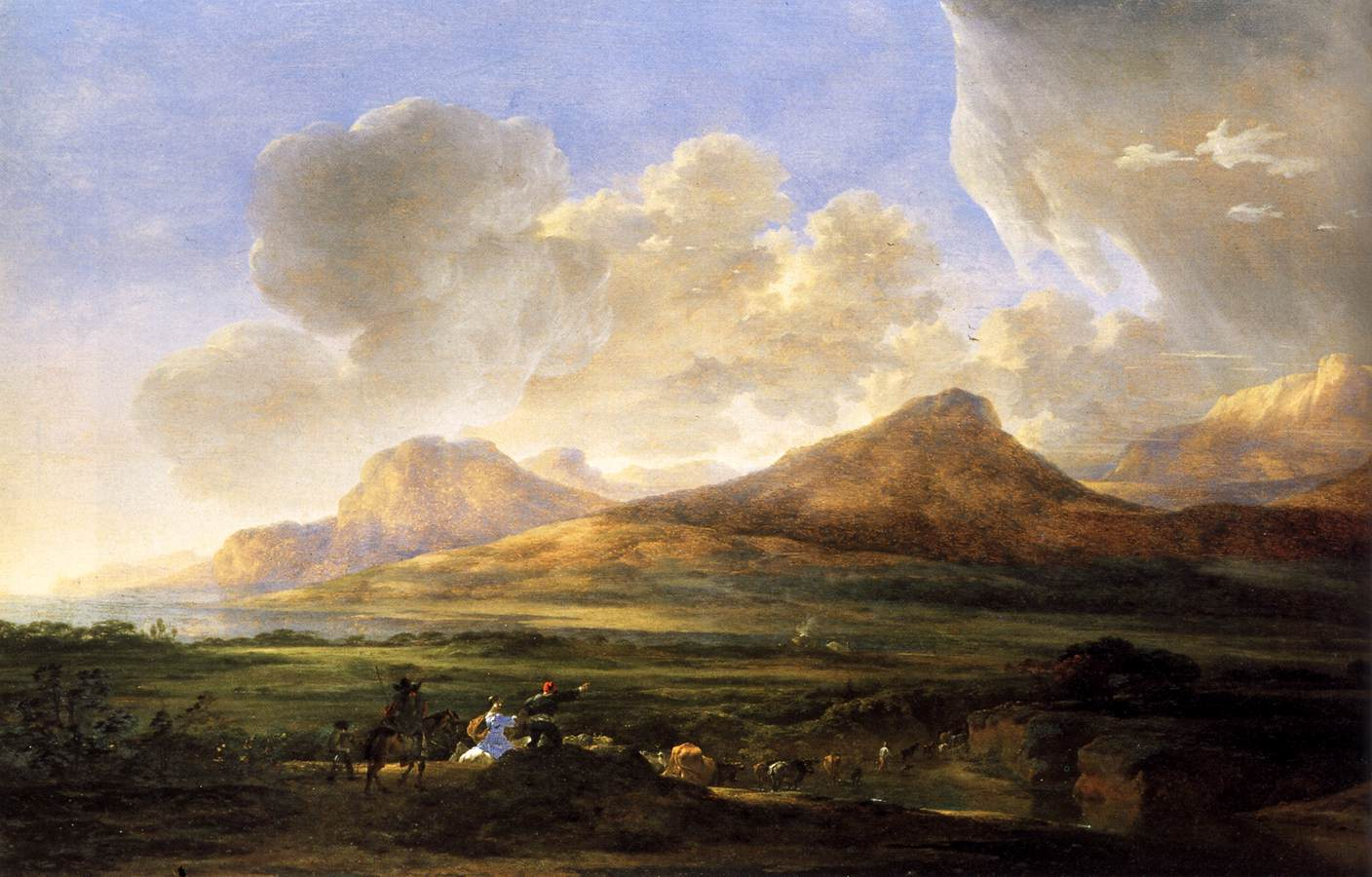
Берег реки с пастухами. Ок. 1650. Дерево масло. Академия изобразительных искусств, Вена